# ديفيد هيوز (عازف لوحة المفاتيح)
ديفيد هيوز (بالإنجليزية: David Hughes)‏ هو عازف لوحة المفاتيح بريطاني، ولد في 25 أبريل 1960 في بيركنهيد ‏ في المملكة المتحدة.

## وصلات خارجية
- ديفيد هيوز على موقع IMDb (الإنجليزية)
- ديفيد هيوز على موقع ألو سيني (الفرنسية)
- ديفيد هيوز على موقع ميوزك برينز (الإنجليزية)
- ديفيد هيوز على موقع أول موفي (الإنجليزية)
- ديفيد هيوز على موقع قاعدة بيانات الأفلام السويدية (السويدية)
- ديفيد هيوز على موقع ديسكوغز (الإنجليزية)
- ديفيد هيوز على موقع قاعدة بيانات الفيلم (الإنجليزية)
- ديفيد هيوز على موقع كينوبويسك (الروسية)